# Tercdecyma
Tercdecyma – interwał złożony zawarty między trzynastoma kolejnymi stopniami skali muzycznej. W szeregu zasadniczym naturalnie występuje tercdecyma mała i wielka. Zastosowanie znaków chromatycznych pozwala zmienić jej rozmiar.

## Rodzaje
| Nazwa                                                   | Opis | Przykład          |
| ------------------------------------------------------- | --- | ----------------- |
| Tercdecyma mała Posłuchaj: melodycznieⓘ harmonicznieⓘ   | Tercdecyma o rozmiarze dwudziestu półtonów. Występuje naturalnie w szeregu zasadniczym (e-c², a-f², h-g²). Jest konsonansem niedoskonałym. W przewrocie otrzymuje się tercję wielką. Oznaczenie: 13>.          | Tercdecyma mała   |
| Tercdecyma wielka Posłuchaj: melodycznieⓘ harmonicznieⓘ | Tercdecyma o rozmiarze dwudziestu jeden półtonów. Występuje naturalnie w szeregu zasadniczym (F-d¹, G-e¹, c-a¹, d-h¹). Jest konsonansem niedoskonałym. W przewrocie otrzymuje się tercję małą. Oznaczenie: 13. | Tercdecyma wielka |

### Interwały pochodne
| 1 13>>>>>     |
| ------------- |
| 2 16 półtonów |
| 3 3<<<<       |
| 4 10          |
| 5 Cisis-ases  |

| 1 13>>>>      |
| ------------- |
| 2 17 półtonów |
| 3 3<<<        |
| 4 11          |
| 5 Cisis-as    |

| 1 13>>>       |
| ------------- |
| 2 18 półtonów |
| 3 3<<         |
| 4 [D] ?       |
| 5 Cisis-a     |

| 1 13>>        |
| ------------- |
| 2 19 półtonów |
| 3 3<          |
| 4 10          |
| 5 Cis-a       |

| 1 13<         |
| ------------- |
| 2 22 półtonów |
| 3 3>>         |
| 4 [E] 14      |
| 5 Ces-a       |

| 1 13<<        |
| ------------- |
| 2 23 półtonów |
| 3 3>>>        |
| 4 [E] 14<     |
| 5 Ceses-a     |

| 1 13<<<       |
| ------------- |
| 2 24 półtonów |
| 3 3>>>>       |
| 4 15          |
| 5 Ceses-ais   |

| 1 13<<<<      |
| ------------- |
| 2 25 półtonów |
| 3 3>>>>>      |
| 4 [F] 8+8+2>  |
| 5 Ceses-aisis |

Objaśnienia do tabeli:

[1] – oznaczenie interwału

[2] – rozmiar interwału podany w półtonach

[3] – przewrót interwału

[4] – najprostszy interwał o takim samym brzmieniu

[5] – przykład

[D] – interwał, który należy określić jako oktawa i tryton

[E] – kwartdecymę małą i wielką oznacza się podobnie jak septymę, czyli odpowiednie: 14 oraz 14<

[F] – interwały większe od kwintdecymy nazywa się według koncepcji: dwie/trzy/... oktawy i...